# Петухов, Александр Александрович (футболист)
Алекса́ндр Алекса́ндрович Петухо́в (25 апреля 1980, Ленинград, СССР) — российский футболист, нападающий.

## Карьера
Воспитанник петербургской школы «Смена». Первый тренер — Юрий Иосифович Кантор. Считался перспективным футболистом, но за непродолжительное время перенёс три операции на коленях и не смог закрепиться на высшем уровне. С 2009 года выступал во Втором дивизионе России. 21 июня 2013 года подписал контракт с клубом «Тосно». Следующий сезон отыграл в «Динамо» СПб, после чего завершил профессиональную карьеру.
В премьер-лиге провел 27 игр, забил 4 мяча. Стал лучшим бомбардиром кубка России 2002/03, забив 8 мячей, дойдя до 1/8 финала.
С 2017 года — тренер ДЮСШ «Адмиралтеец».
С 2017 года принимает участие в первой лиге первенства Санкт-Петербурга по пляжному футболу в закрытых помещениях.
В 2017—2021 годах — игрок, с марта 2021 — главный тренер ФК «Константиновское». Также с января 2022 является главным тренером клуба «Север» из Мурманска.

## Личная жизнь
Жена Евгения, дочь Дарья (2004 г. р.).

## Достижения
- Серебряный призёр чемпионата Казахстана: 2008
- Бронзовый призёр чемпионата России: 2001
- Победитель Первого дивизиона России: 2005
- Финалист Кубка Интертото: 2000
- Победитель Второго дивизиона России (2): 2002 (зона «Центр»), 2013/14 (зона «Запад»)